# Cung điện Czapski
Cung điện Czapski (tiếng Ba Lan: Pałac Czapskich, IPA: [ˈpawat͡s ˈt͡ʂapskʲix]), còn gọi là Krasinski, Sieniawski hoặc Cung điện Raczyński, là một cung điện lớn ở trung tâm thành phố Warsaw, tại số 5 Krakowskie Przedmieście. Nó được coi là một trong những ví dụ nổi bật nhất về kiến trúc rococo ở thủ đô của Ba Lan.
Tòa nhà, nằm ngay bên kia đường của Đại học Warsaw, từng là nhà của những người nổi tiếng bao gồm nghệ sĩ Zygmunt Vogel, nhà soạn nhạc Frédéric Chopin, và các nhà thơ Zygmunt Krasniuntski và Cyprian Norwid.
Cung điện hiện nay là Học viện Mỹ thuật Warsaw.

## Lịch sử

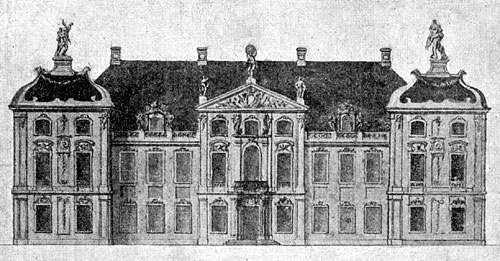
Façade Principale du Palais de Son Excellence Monseigneur le Comte Czapski, Staroste de Kniszyn à Warsowie, 1750s.

"Cung điện Czapski" là tên gọi thường được áp dụng nhất để chỉ nơi đây, nhưng để nói về những cư dân tiếp theo ở đây, đôi khi nó còn được gọi là Krasnoyi, Sieniawski hoặc Cung điện Raczyński. Tòa nhà này cũng thuộc sở hữu của Radziwiłłs, Radziejowskis, Zamoyskis và Czartoryskis.
Hiện là vị trí của Học viện Mỹ thuật Warsaw, Cung điện Czapski có từ cuối thế kỷ 17. Nó được xây dựng vào khoảng năm 1686 theo thiết kế của Tylman van Gameren cho Michał Stefan Radziejowski, Tổng giám mục Gniezno và Hồng y linh trưởng. Giữa năm 1712 và 1721, nó được xây dựng lại bởi Agostino Locci và Kacper Bażanka (đã thêm vào và phá vỡ một số bộ phận) để phục vụ cho chủ sở hữu tiếp theo, Đại vương Hetman Adam Mikołaj Sieniawski. Năm 1733, nó được Aleksander Czartoryski mua lại, làm của hồi môn cho con gái Maria của mình, người kết hôn với anh họ của bà là Thomas Czapski (1711-1761). Kiến trúc rococo hiện tại của nó có từ năm 1752-65, khi cung điện thuộc về gia đình Czapski. Vào thời điểm đó, lối vào Krakowskie Przingmieście được trang trí với những con đại bàng và những nhân vật ngụ ngôn của Bốn Mùa. 

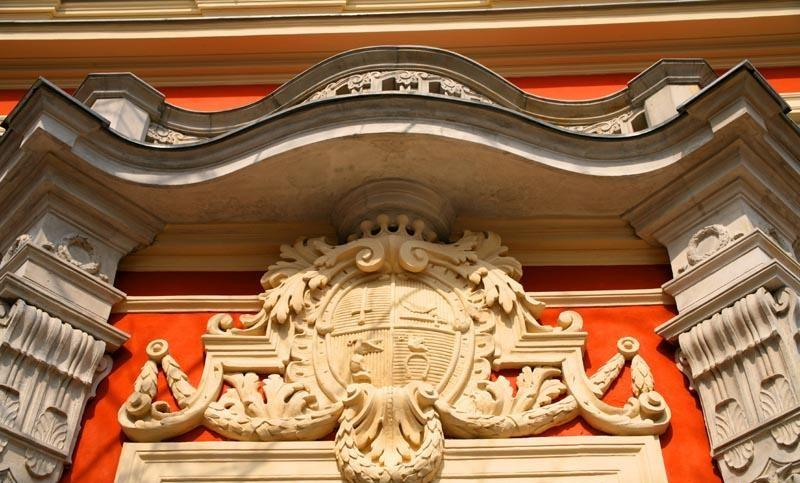
Huy hiệu của Krasniński trên lối vào chính

Cung điện Czapski đã thay đổi chủ sở hữu ít nhất mười lần. Đây từng là nơi cư trú của Stanisław Małachowski, Nguyên soái Sejm, người vào năm 1791, đồng tác giả của hiến pháp thế giới thứ hai, và là hiến pháp Châu Âu đầu tiên, được viết theo Hiến pháp ngày 3 tháng 5 năm 1791. Małachowski và vợ Konstancja, nhũ danh Czapska (con gái của Thomas Czapski), vào giữa thế kỷ thứ mười tám đã tu sửa cung điện thành một cung điện thành phố theo kiểu Pháp. Được xây dựng khoảng đầu thế kỷ thứ mười tám và mười chín là hai gian nhà phụ cổ điển được thiết kế bởi Jan Chrystian Kamsetzer. Một cư dân nổi tiếng khác của cung điện (1808-26) là Zygmunt Vogel, một họa sĩ chuyên vẽ màu nước và là giáo sư của Khoa Mỹ thuật thuộc Đại học Warsaw.

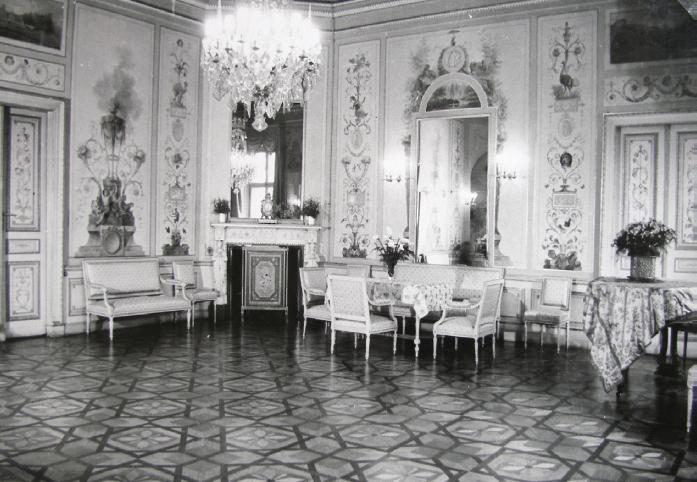
Phòng khiêu vũ, bảng điều khiển tân cổ điển, trước năm 1939

Trong nửa đầu của thế kỷ XIX, cung điện đã được mua lại bởi Wincenty Krasniński. Zygmunt Krasniński, nhà thơ lãng mạn người Ba Lan, được sinh ra ở đây vào năm 1812. Vào năm 1827-30 Fryderyk Chopin đã sống ở đây với gia đình trong gian nhà phụ phía nam của tòa nhà, trên phố Krakowskie Przingmieście; Cung điện là ngôi nhà cuối cùng của Chopin trước khi ông phải sống lưu vong. Trong 1837-1839 nó là ngôi nhà của nhà thơ Cyprian Norwid, tác giả của "Piano Chopin" viết về quân đội Nga khoảng năm 1863 đã vứt các nhạc cụ bừa bãi ra khỏi cửa sổ. Vào năm 1851-52 được xây dựng lại bởi Enrico Marconi. Từ năm 1909 đến khi Thế chiến II bùng nổ, tòa nhà thuộc về Edward Raczyński, Tổng thống tương lai (1979-86) của Cộng hòa Ba Lan lưu vong.
Cung điện bị đốt cháy năm 1939 sau khi bị pháo binh Đức bắn phá, và những bức tranh cùng những quyển sách vô giá được cho là đã bị phá hủy. Nó đã được xây dựng lại vào năm 1948-59 theo thiết kế của Stanisław Brukalski. Sau khi được trùng tu, cung điện được sáp nhập vào Học viện Mỹ thuật Warsaw.

## Ngày nay

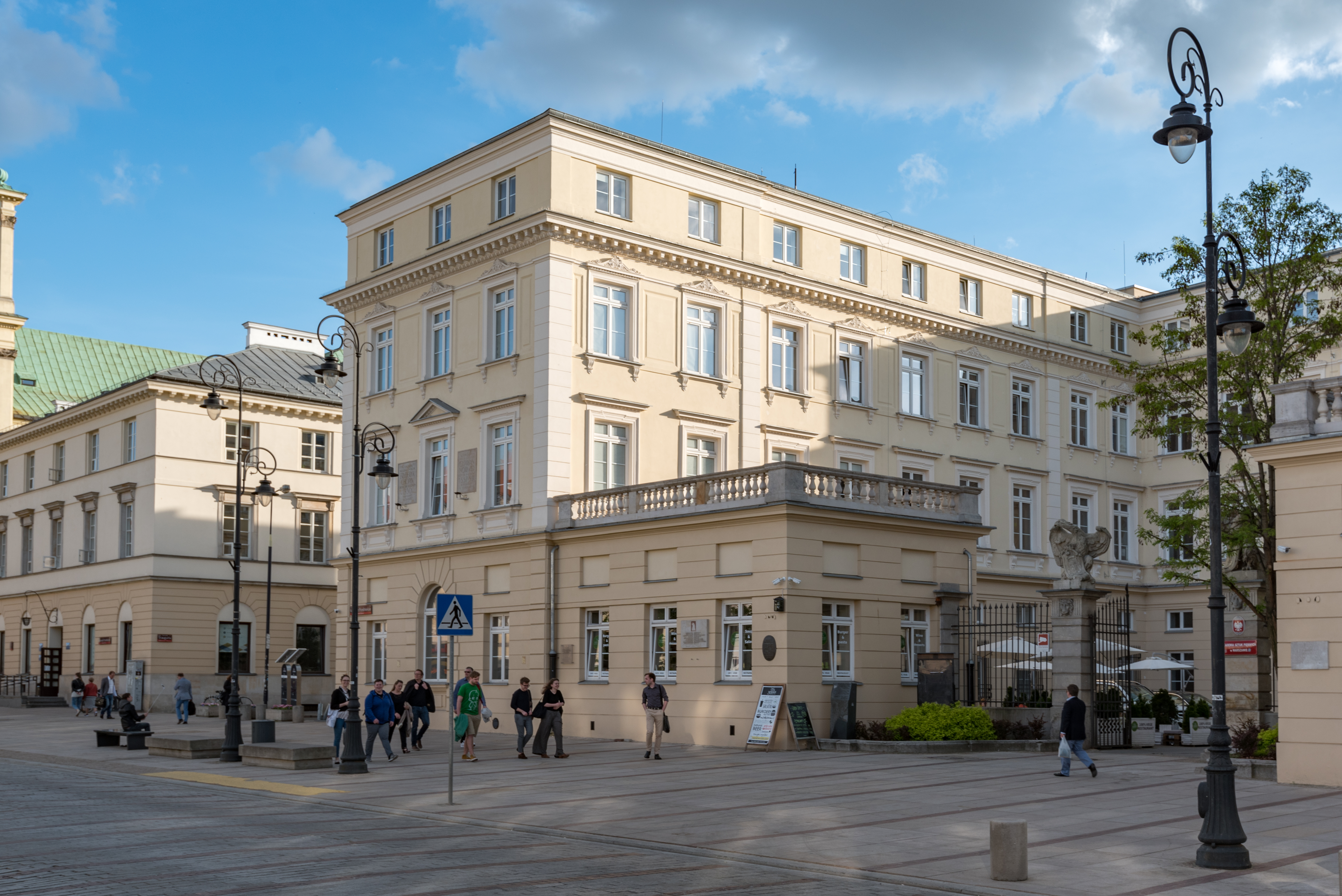
Cổng chính bên cạnh các gian nhà phụ, nhìn từ Krakowskie Przingmieście. Ở phía nam gian nhà phụ (ảnh), trên tầng 2, là phòng khách của gia đình Chopin.

Trong sân trước của Cung điện là một bản sao bức tượng cưỡi ngựa của Andrea del Verrocchio bởi nhà tiên tri người Venezia Bartolomeo Colleoni.
Ở phía nam của Cung điện, đối diện trực tiếp với phố Krakowskie Przingmieście, một căn phòng lớn ở tầng hai là Phòng khách của Gia đình Chopin (Salonik Chopinów), có đồ nội thất cổ và kỷ vật của nhà soạn nhạc. Nội thất và vật dụng trang trí ở phòng khách, từ nửa đầu thế kỷ XIX, đã được xây dựng lại từ các bản phác thảo được thực hiện vào năm 1832 bởi Antoni Kolberg. Phòng khách mở cửa cho công chúng.
Bảo tàng Học viện Mỹ thuật khai trương năm 1985 lưu giữ 30.000 tác phẩm từ tất cả các lĩnh vực nghệ thuật thị giác: hội họa, điêu khắc, đồ họa, vẽ, áp phích, kiến trúc, thủ công nghệ thuật, thiết kế công nghiệp. Bảo tàng nằm trong căn gác của Cung điện. Các bộ sưu tập được tổ chức trong các phòng lưu trữ rộng 200 mét vuông, trong khi các phòng triển lãm tổ chức các cuộc họp, giảng thuyết và trưng bày tạm thời.